# Physocrotaphini
Los fisocrotafinos (Physocrotaphini) son una tribu de coleópteros adéfagos  de la familia Carabidae. 

## Géneros
Tiene los siguientes géneros:
- Helluodes
- Holoponerus
- Physocrotaphus
- Pogonoglossus
- Schuelea